# 迷幻灵魂乐
迷幻灵魂乐（英語：Psychedelic soul），最初称为黑色摇滚（Black rock）或与迷幻放克混为一谈，是灵魂乐的一种风格类型，出现于20世纪60年代末的美国。在这种风格中，非裔美国灵魂乐音乐家融合了迷幻摇滚的元素，包括其制作技巧、乐器、哇音和移相等效果器以及药物的影响。它在20世纪60年代末开始流行一直持续到70年代，并在放克和迪斯科的发展中发挥了重要作用。
该流派的先锋包括：斯莱和斯通一家、艾萨克·海耶斯、诱惑合唱团、钱伯斯兄弟以及百乐门-放克疯